# Yakovlev UT-1
Le Yakovlev UT-1 est un avion d'entraînement soviétique élaboré à la fin des années 1930.

## Origine et développements
Dans les années 1930, les avions d'entrainements biplan tel que le Polikarpov Po-2 apparaissent inadaptés à leur mission lorsque le Polikarpov I-16 entre en service dans l'Armée Rouge, Il est alors demandé aux bureaux soviétiques la mise au point d'un avion d'entrainement monoplan plus moderne.
Le bureau Yakovlev élabore un avion dont les premiers essais ont lieu début 1936. Le prototype désigné AIR-14 est équipé d'un moteur Shvetsov M-11 de 100 ch. Quelques modifications mineures sont demandées et l'avion est représenté aux autorités soviétiques en 1937, motorisé par un M-11G de 115 ch. Les essais sont concluants et la production est lancée. L’avion reçoit alors la désignation UT-1 (uchebno-trenirovochnyi, учебно-тренировочный, avion d’entraînement primaire/avancé) pour la version monoplace et UT-2 pour la version biplace.

## Description
Le Yakovlev UT-1 est un avion monoplan équipé d'un train d’atterrissage et d'une roulette de queue fixes. La structure du fuselage est en tubes d'acier soudés recouverts de panneaux de bois. Les ailes ont une structure en bois avec deux longerons convergeant vers l'extrémité de l'aile. L'empennage, la dérive et les ailerons sont munis d'une armature en aluminium. À l'exception du fuselage, l'ensemble de la structure de l'avion est recouvert de tissu. Le train d'atterrissage est équipé d'amortisseurs en caoutchouc. Afin de prouver la fiabilité du train, le pilote d'essai du bureau Yakovlev, Yulian Piontkovsky, effectue en une journée 300 atterrissages, puis 1000 autres sur quelques jours.

## Variantes et utilisation
Rapidement après la mise en production, le Yakovlev UT-1 est équipé du moteur Shvetsov M-11E portant sa puissance à 150 ch. À partir de 1939, le berceau du moteur est déplacé vers l'avant de l'appareil et un nouveau système d'alimentation en essence est installé, permettant le vol inversé. Ces modifications facilitent les manœuvres de l'appareil qui devient apte au vol acrobatique.
Une dizaine de variantes de l'avion sont testées, avec des sections d'ailes différentes, de nouvelles hélices, etc. Une petite série est équipée d'amortisseurs oléopneumatiques sur le train d'atterrissage et d'une mitrailleuse.
En 1937 un exemplaire est équipé de flotteurs à la place du train d'atterrissage en vue d'effectuer des records. Le 2 octobre 1937, Yulian Piontkovsky établit un record de vitesse de 218 km/h sur 100 km ; 21 octobre 1937, D. N. Fedoseev effectue un vol en hydravion de Moscou à Oufa, couvrant 1 174 km sans escale.
L'UT-1 établit sur sa carrière 8 records de plafond, vitesse et autonomie.
Après 1 241 exemplaires produits, la construction de l'avion est arrêtée en 1940.
En 1941, une version armée est produite à partir des exemplaires de UT-1 existant sous le nom de YAK-UT1 Moskit (moustique) équipée de divers armements. Il s'agit le plus souvent de deux mitrailleuses ShKAS de 7,62 mm montées au-dessus des ailes et quatre roquettes RS-82 montées sur quatre pylônes sous l'aile. Le nombre d'appareils ainsi équipés n'est pas connu.
D'une façon générale, l'UT-1 est un avion exigeant à piloter et reste donc peu adapté à l'entrainement. Le Polikarpov Po-2 lui est souvent préféré, au moins au début de la formation des pilotes.
Le UT-1 reste utilisé jusqu'à la fin des années 1950 pour le vol acrobatique.